# Serrasalmus manueli
Serrasalmus manueli es una especie válida y presente en la Orinoquia, principalmente en ríos de morichal o de aguas ácidas oscuras, frecuente al sur de los ríos Orinoco y Apure.
Es una de las especies de caribes o pirañas de gran porte alcanzando tallas de hasta 35 cm de largo. Se reconoce fácilmente por cuerpo robusto, su cabeza con un hocico chato, ojo muy grande y el patrón de coloración, el cual consiste: cabeza oscura dorsalmente, plateada hacia los lados y rojiza en su región inferior, iris amarillo a anaranjado. El cuerpo con numerosas manchas ovaladas oscuras dirigidas verticalmente, en ocasiones formando bandas negras; vientre rojo oscuro en adultos y una gran mancha lateral negra en forma de semiluna o "coma" bastante evidente. Las aletas generalmente muy oscuras a negras particularmente la aleta caudal. (Machado-Allison & Fink, 1996).
Las mandíbulas están armadas de dientes muy cortantes y fuertes. Alimentación depredadora principalmente otros peces y posiblemente vertebrados que caen o mueren en el agua.
Especie de hábitos generalmente solitarios, no forma cardúmenes. Juveniles muy vistosos y apreciados por los acuaristas.

## Alimentación y comportamiento
Alimentación depredadora principalmente otros peces y posiblemente vertebrados que caen o mueren en el agua. Especie de hábitos generalmente solitarios, no forma cardúmenes. Juveniles muy vistosos y apreciados por los acuaristas.

## Comentarios
En el pasado y debido a la robustez de su cuerpo fue clasificado dentro del género Pygocentrus, pero esta especie carece de los caracteres diagnósticos de ese género (Ver Machado-Allison & Fink, 1996).